# Mandy (2018)
Mandy ist ein US-amerikanisch-belgischer Fantasy-Horrorfilm aus dem Jahr 2018. Es handelt sich um den zweiten Langfilm des Regisseurs Panos Cosmatos.

## Handlung
1983: Der Holzfäller Red Miller und seine Freundin Mandy Bloom, eine Künstlerin, leben in einem abgelegenen Holzhaus in den Shadow Mountains in der Mojave-Wüste in Kalifornien. Auf dem Weg zu ihrer Arbeit in einer Tankstelle wird Mandy von Jeremiah Sand entdeckt, dem charismatischen Anführer der christlichen Endzeitsekte Children of the New Dawn, die in der Region ein Haus bewohnt. Sand will Bloom für sich haben. Mit Hilfe einer Gruppe dämonisch wirkender, degenerierter Motorradfahrer, die gegen Drogen für die Sekte Arbeiten erledigen, dringen Sand und sechs seiner Anhänger in das Haus von Miller und Bloom ein, fesseln Miller und setzen Bloom unter Drogen. Sektenführer Sand erweist sich als größenwahnsinniger und egozentristischer gescheiterter Musiker, der sich für von Gott auserwählt hält. Er präsentiert sich Bloom nackt, woraufhin er von dieser ausgelacht wird. Sand lässt sie daraufhin vor Millers Augen lebendig verbrennen und lässt letzteren gefesselt auf seinem Grundstück zurück.
Miller kann sich befreien und startet einen Rachefeldzug. Er kann ein Mitglied der Motorradgang anschießen, verunglückt aber beim Versuch, den Verletzten zu überfahren, und wird von der Motorradgang gefangen genommen. Er kann sich befreien und sämtliche Gangmitglieder töten. Mit einem erbeuteten Motorrad sucht er den in einem abgelegenen Hangar operierenden „The Chemist“ auf, der die potenten Drogen herstellt, die die Gangmitglieder regelmäßig einnahmen. Der „Chemist“ kann Miller den Weg zu einem abgelegenen Steinbruch weisen, in dem die Children of the New Dawn eine Holzkirche errichtet haben. Auf dem Weg zur Kirche kann Miller nacheinander alle Sektenmitglieder töten; lediglich eine junge Frau wird von ihm verschont. Schließlich stellt er den Sektenführer Sand in einem Tunnel unter der Kirche und tötet auch ihn.

## Entstehungsgeschichte
Mandy ist eine Koproduktion der von Elijah Wood gegründeten, auf Horrorfilme spezialisierten Produktionsfirma SpectreVision mit der in Belgien registrierten Umedia sowie der US-Firma XYZ Films. Das Budget betrug etwa 6 Millionen US-Dollar. Gedreht wurde im Sommer 2017 u. a. in den belgischen Orten Chaudfontaine und Landelies.
Cosmatos bot Nicolas Cage zunächst die Rolle des Jeremiah Sand an, die Cage aber ablehnte. Später kam es erneut zu Gesprächen zwischen dem Regisseur und dem Schauspieler, und im Juni 2017 wurde Cage für die Rolle des Red Miller verpflichtet.
Um die visuellen Vorstellungen von Cosmatos zu erfüllen, wurde der Film im anamorphotischen Verfahren gedreht. Das Titellied ist ein Lied von King Crimson aus dem Jahr 1974. Ein zentrales, von Dan Boeckner (Wolf Parade) komponiertes Lied des Films, das Jeremiah Sands gescheiterte Karriere als Musiker repräsentiert, wurde von Sand-Darsteller Linus Roache selbst eingesungen.
Komponist Jóhann Jóhannsson verstarb im Februar 2018 an einer Überdosis Kokain. Der Soundtrack zu Mandy war seine letzte Arbeit.

## Veröffentlichung
Premiere hatte Mandy am 19. Januar 2018 beim Sundance Film Festival. Bis zum Kinostart am 14. September 2018 lief der Film auf weiteren Festivals, so zur Europapremiere am 12. Mai 2018 bei den Internationalen Filmfestspielen von Cannes, danach beim Bucheon International Fantastic Film Festival in Korea, beim Melbourne International Film Festival und beim deutschen Fantasy Filmfest, wo er als Eröffnungsfilm lief.
Unmittelbar nach der Premiere in Cannes wurden die Aufführungs- und Veröffentlichungsrechte von Mandy in zwanzig Länder verkauft, wobei der Film in Deutschland, Österreich und der Schweiz von Koch Media veröffentlicht wurde. Obwohl Koch Media ursprünglich nur eine deutsche DVD- und BD-Veröffentlichung vorgesehen hatte, führten verstärkte Anfragen dazu, dass Mandy auf Grundlage einer Kooperation von Koch Media mit dem auf Independent-Horror- und Avantgardefilme spezialisierten Verleiher Drop-Out Cinema im Rahmen seines Programms Cinema Obscure, noch vor der Heimkinoveröffentlichung am 22. November 2018 einen limitierten deutschen Kinostart am 1. November 2018 erhielt.

## Rezeption
Mandy erhielt ausgesprochen positive Kritiken. Die Rezensionsdatenbank Rotten Tomatoes aggregiert 244 Kritiken zu einer Wertung von 90 %. Filmstarts.de-Rezensent Christoph Petersen bezeichnete Mandy als „psychedelische Horror-Hommage“ und „abgefuckt-nostalgischen LSD-Trip direkt in die (Videotheken-)Hölle“, der „eine der ästhetisch und akustisch ambitioniertesten Horrorerfahrungen seit vielen Jahren“ darstelle. Petersen sah die Handlung des Films als generische Referenz an Horrorfilme der 1980er-Jahre. Auch visuell greife der Regisseur die Ästhetik dieser Epoche auf, ergänze sie aber mit reichlich Filmnebel, Rotlicht und Farbfiltern zu einer „unvergleichlichen audiovisuellen Tour-de-Force“. Petersen hob außerdem die Filmmusik positiv hervor. Die New York Times charakterisierte den Film als „von physischer und emotionaler Gewalt überflutetes Fantasyspektakel“, das zahlreiche Filmgenres streife und in dem häufig ein absurder Humor aufblitze. Rezensent Glenn Kenny lobte die Leistung der Hauptdarsteller und stellte heraus, dass Regisseur Cosmatos das „unappetitliche“ Thema „Entführung und Missbrauch einer Frau“ angemessen ernsthaft und ohne sensationsgierige Schaulust abhandle. Die Newsweek befand, Mandy sei „sinnlich, verworren und wild“ und voller „überbordender Spiritualität“, und unter all seiner Märchenhaftigkeit verberge sich ein „dunkler und kräftiger Kern der Menschlichkeit“. Rezensent Andrew Whalen analysierte, dass der Film inhaltlich in zwei Teile geteilt sei, einen an den Film Der dunkle Kristall erinnernden Teil voller epischer Fantasy und einen an Kull, der Eroberer erinnernden zweiten Teil voller „Barbaren-Fantasy“.